# Сфакару (Прахова)
Сфакару (рум. Sfăcăru) насеље је у Румунији у округу Прахова у општини Подениј Ној. Oпштина се налази на надморској висини од 206 m.

## Становништво
Према подацима из 2002. године у насељу је живело 402 становника, од којих су сви румунске националности.